# Lauf an der Pegnitz

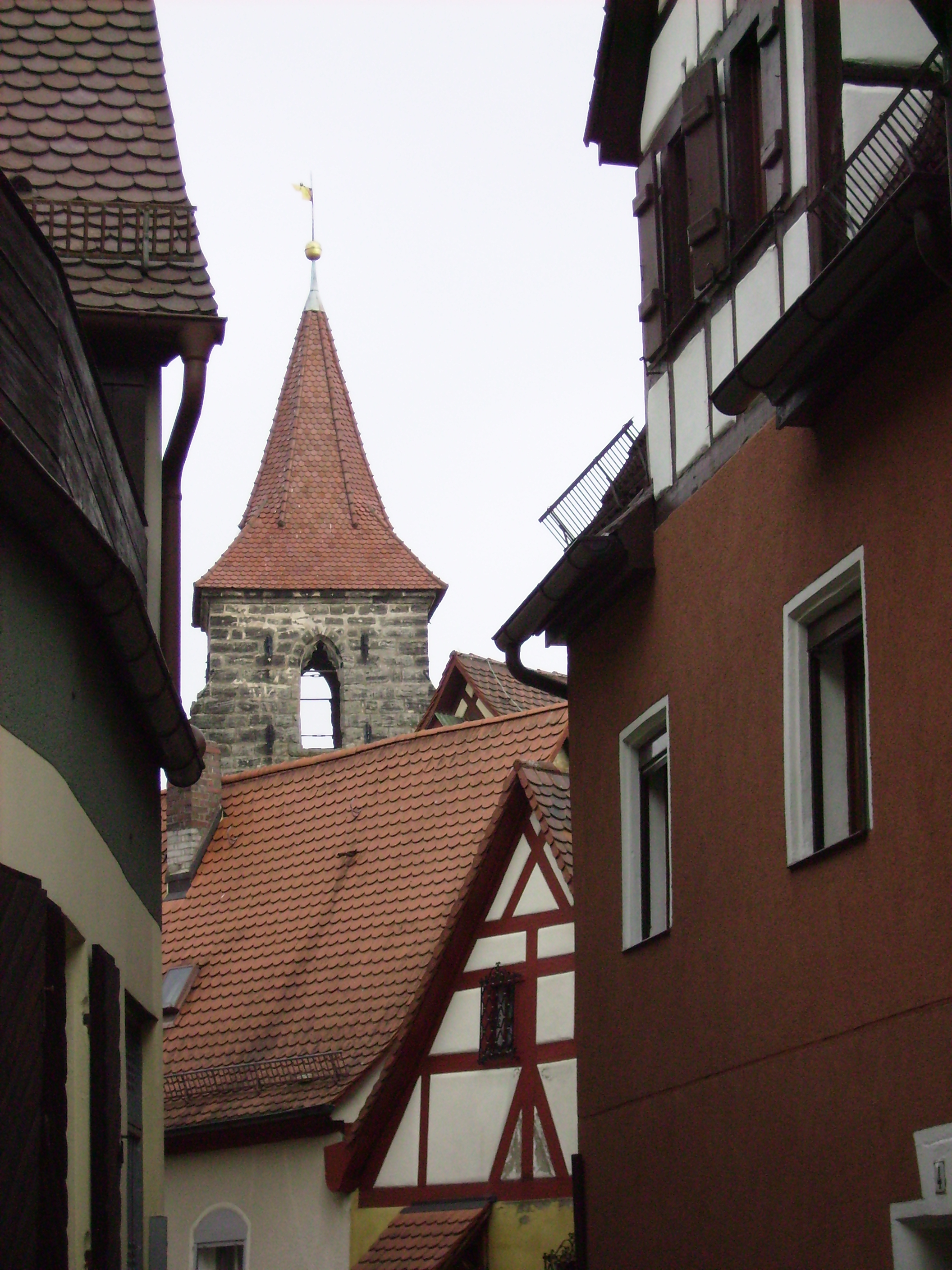
Lauf an der Pegnitz
(centrul vechi istoric)

Lauf an der Pegnitz este un oraș din Franconia Mijlocie, landul Bavaria, Germania.